# ورزشگاه لهن

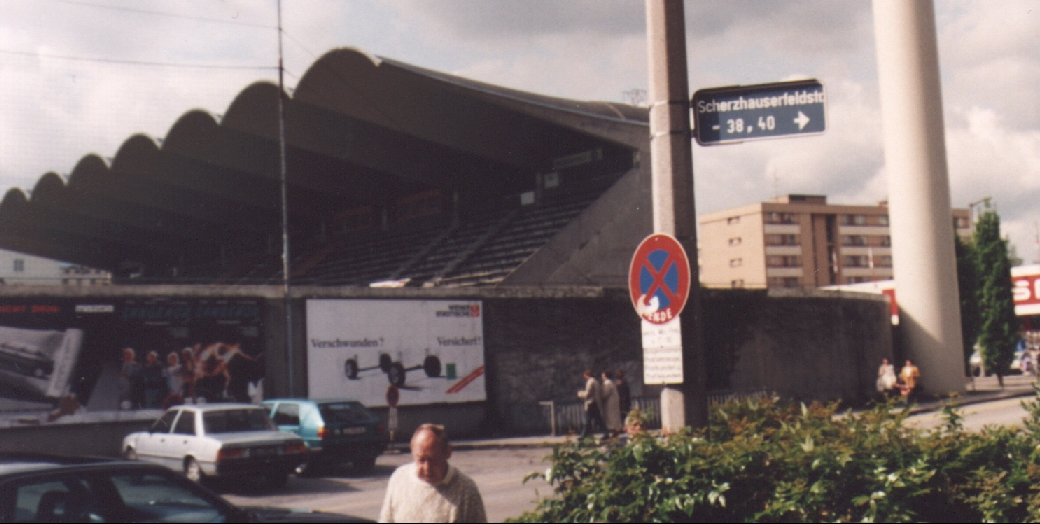
ورزشگاه لهن

ورزشگاه لهن (انگلیسی: Stadion Lehen) یک ورزشگاه چندمنظوره در شهر سالزبورگ در کشور اتریش بود. این ورزشگاه بیشتر برای مسابقات فوتبال استفاده می‌شد و میزبان بازی‌های خانگی باشگاه فوتبال ردبول سالزبورگ بود. در زمان ساخت آن در سال ۱۹۵۲، ظرفیت آن ۱۴٬۶۸۴ نفر بود. در سال ۱۹۷۱ بازسازی شد. در سال ۲۰۰۲ میزبان آخرین بازی باشگاه فوتبال ردبول سالزبورگ بود قبل از انتقال بازی‌های این تیم به ورزشگاه ردبول آرنا (سالزبورگ). در سال ۲۰۰۶ این ورزشگاه تخریب‌شد.